# Nguyen Phan Chanh
Nguyễn Phan Chánh peintre de scènes typiques dans une tendance traditionnelle est un vietnamien des XIXe – XXe siècles, né le 21 juillet 1892 dans la Province de Hà Tĩnh, mort le 22 novembre 1984.

## Biographie
D'une famille de lettrés, Nguyễn Phan Chánh suit un enseignement traditionnel à Hué (ancienne capitale impériale du Viêt Nam 1802-1945), puis entre en 1925, l'année de sa création, à l'École des Beaux-Arts de l'Indochine. Il obtient son diplôme en 1930. On cite plus particulièrement de lui "Chơi ô ăn quan", le jeu des cases gagnantes
S'inspirant du monde rural dans son authenticité la plus profonde, il privilégie dans ses œuvres les couleurs de la terre (brun, noir, ocre) qu'il rehausse de blanc. S'il s'appuie sur les techniques traditionnelles de la peinture chinoise, peignant sur soie, apposant calligraphie et monogramme, il en renouvelle l'esthétique par l'application de couleurs en larges aplats, en une composition dense et robuste.

## Œuvres en collections publiques
- Jeune femme en train de se peigner (1933), Musée Cernuschi, Paris[2]